# Аронович, Феликс Леонидович
Феликс Аронович (ивр. פליקס אהרונוביץ‎) — израильский спортсмен по спортивной гимнастке. Представлял Израиль на летних Олимпийских играх 2012 года.

## Биография
Аронович родился 18 июля 1988 года в Одессе. Его родители — Леонид и София. У него есть старшая сестра Викки. Когда ему было 2 года, семья эмигрировала в Израиль и поселились в Кирьят-Бялик. Аронович учился в ORT Kiryat Bialik, который окончил в 2006 году. Специализировался в области технических наук и намерен получить степень магистра в области возобновляемых источников энергии в университете штата Пенсильвания.

## Карьера
Принимал участие в чемпионате мира по спортивной гимнастике 2006 года, где занял 113 место.
Финишировал третьим в многоборье на играх Маккабиады 2009 года.
В 2010 году он выступал на чемпионате мира по спортивной гимнастике, где занял 69-е место на коне, 75-е место на кольцах, 109-е место на брусьях, 131-е место на перекладине, 189-е место в вольных упражнениях и 238-е место в опорном прыжке.
В 2010 году он начал учиться в университете штата Пенсильвания.
В 2012 году на чемпионате Европы по спортивной гимнастике занял 11-е место.
На летних Олимпийских играх 2012 года занял 32-е место в квалификации. Он также занял 44-е место на коне, 48-е место на брусьях, 51-е место на кольцах и в вольных упражнениях, 56-е место на перекладине и 68-е место в опорном прыжке.